# Сабіне Лісіцкі
Сабіне Лісіцкі (нім. Sabine Lisicki, німецька вимова [lɨˈzɪki], польська вимова [liˈʃit͡ski], 22 вересня 1989) — німецька теністистка. 
Батьки Сабіне іммігранти в Німеччину з Польщі, але вона сама народилася вже в Німеччині, а станом на 2011 рік проживає в США. Вона випускниця тенісної академії Ніка Боллеттьєрі. Від початку тенісної кар'єри у неї ніколи не було особистого тренера. 
Швидкий ріст Сабіне в рейтингу WTA у 2010 призупинила  травма ноги, через яку вона пропустила Відкритий чемпіонат Франції та Вімблдон і випала з першої сотні. У травні 2012 вона досягла 12 щабля в світовому рейтингу, але нова травма знову вибила її на довгий час. 
Із турнірів Великого шолома Сабіне найкраще грає на Вімблдоні, де 2011 року вона досягла півфіналу. Станом на липень 2013 вона чотири рази вибивала з Вімблдону поточну чемпіонку Ролан Гаросу. На турнірі 2013 року вона добралася до фіналу, здолавши переможницю Ролан Гаросу Серену Вільямс у четвертому колі й Агнешку Радванську в півфіналі, але у фіналі не зуміла впоратися з психологічним навантаженням і програла Маріон Бартолі. 

## Кар'єра

### 2011
Лісіцкі розпочала сезон 2011 року на ASB Classic в Окленді. Вона програла Яніні Вікмаєр у трьох сетах у другому колі. На Відкритому чемпіонаті Австралії, Сабіне не змогла пробитися в основну сітку через кваліфікаційний турнір, поступившись Весні Манасієвій 7–6, 6–4
Після програшу на BNP Paribas Open Сорані Кирсті у кваліфікації, форма Лісіцкі покращилася, й вона досягла третього кола на Sony Ericsson Open 2011, де поступилася Марії Шараповій.
На Family Circle Cup 2011 Лісіцкі зрову пробилася в третє коло, але програла у двох сетах Санії Мірзі. На Porsche Tennis Grand Prix 2011 Сабіне програла свіввітчизниці Юлії Ґерґес, майбутній переможниці турніру. 
На Відкритому чемпіонаті Франції 2011 Лісіцкі пройшла в друге коло, де в грі з третім номером посіву Вірою Звонарьовою мала матчпойнт при рухунку 5-2 в третьому сеті, але програла те очко, а згодом і гру: 4–6 7–5 7–5. Після матчу вона лежала на корті, травмована, ридаючи, і її довелося винесли на ношах.
На  Birmingham Classic 2011 Сабіне добралася до фіналу й перемогла в ньому словачку Даніелу Гантухову 6–3, 6–2. Ця перемога стала її другою у WTA турі. 
На Вімблдон 2011 Лісіцкі отримала від організаторів вайлд-кард. Вона перемогла Анастасію Севастову у двох сетах, переможницю Відкритого чемпіонату Франції Лі На (3–6, 6–4, 8–6), Дой Місакі  (6–4 6–2), Петру Цетковську (7–6 6–1). У чвертьфіналі Лісіцкі здолала Маріон Бартолі (6–4, 6–7, 6–1), вперше потрапивши в півфінал турніру Великого шолома. В півфіналі Сабіне поступилася Марії Шараповій у двох сетах.
На [Bank of the West Classic]] 2011 року Лісіцкі перемогла 4 сіяну й свою партнерку в парному розряді Саманту Стосур, 5 сіяну Агнешку Радванську, але програла Серені Вільямс у півфіналі. На Western & Southern Open Сабіне програла Шахар Пе'єр у першому колі.
Далі Лісіцкі взяла участь у першому турнірі Texas Tennis Open у Далласі, де вона була 5 номером посіву. Після легкої перемоги над Катериною Бондаренко, вона здолала в півфіналі Ірину-Камелію Бегуу й пройшла до фіналу, в якому здобула свій третій титул, перегравши Араван Резаї. Після цього вона піднялася на 18 щабель світогового рейтингу. 
На Відкритому чемпіонаті США Сабіне була 22 номером посіву. В першому колі вона переграла Альону Бондаренко і повинна була зустрітися з Вінус Вільямс у другому колі, але Вінус знялася. Далі Лісіцкі виграла у Ірини Фальконі й уперше добралася до 4-го кола, де поступилася Вірі Звонарьовій.
На China Open Лісіцкі перемогла Чжен Сайсай, але знялася перед грою другого кола з Каєю Канепі. У листопаді WTA назвала Лісіцкі найуспішнішим поверненням року.

## 2012
Першим турніром року для Сабіне був ASB Classic, де вона була посіяна під першим номером. У першому колі Лісіцкіі перемогла Вірджині Раззано, у другому Мону Бартель. У третьому колі, програючи Ангелік Кербер 4-6, 3-4, Сабіне знялася через травму спини. Вона відмовилася від участі в наступному Apia International Sydney.
На Відкритому чемпіонаті Австралії 2012 Лісіцкі отримала 14 номер посіву. Спочатку вона перемогла в трьох сетах Штефані Фегеле, потім виграла у Шахар Пе'єр, а в третьму колі у Світлани Кузнєцової. У четвертому колі її перемогла Марія Шарапова.
Сабіне грала за Німеччину в Кубку Федерації разом із Юлією Ґерґес, Анною-Леною Гренефельд та Ангелік Кербер проти збірної Чехії. Вона програла дві гри: Іветі Бенешовій та Петрі Квітовій. Як наслідок збірна Німеччини поступилася 1-4. Потім Сабіне була змушена пропускати турніри через застуду. 

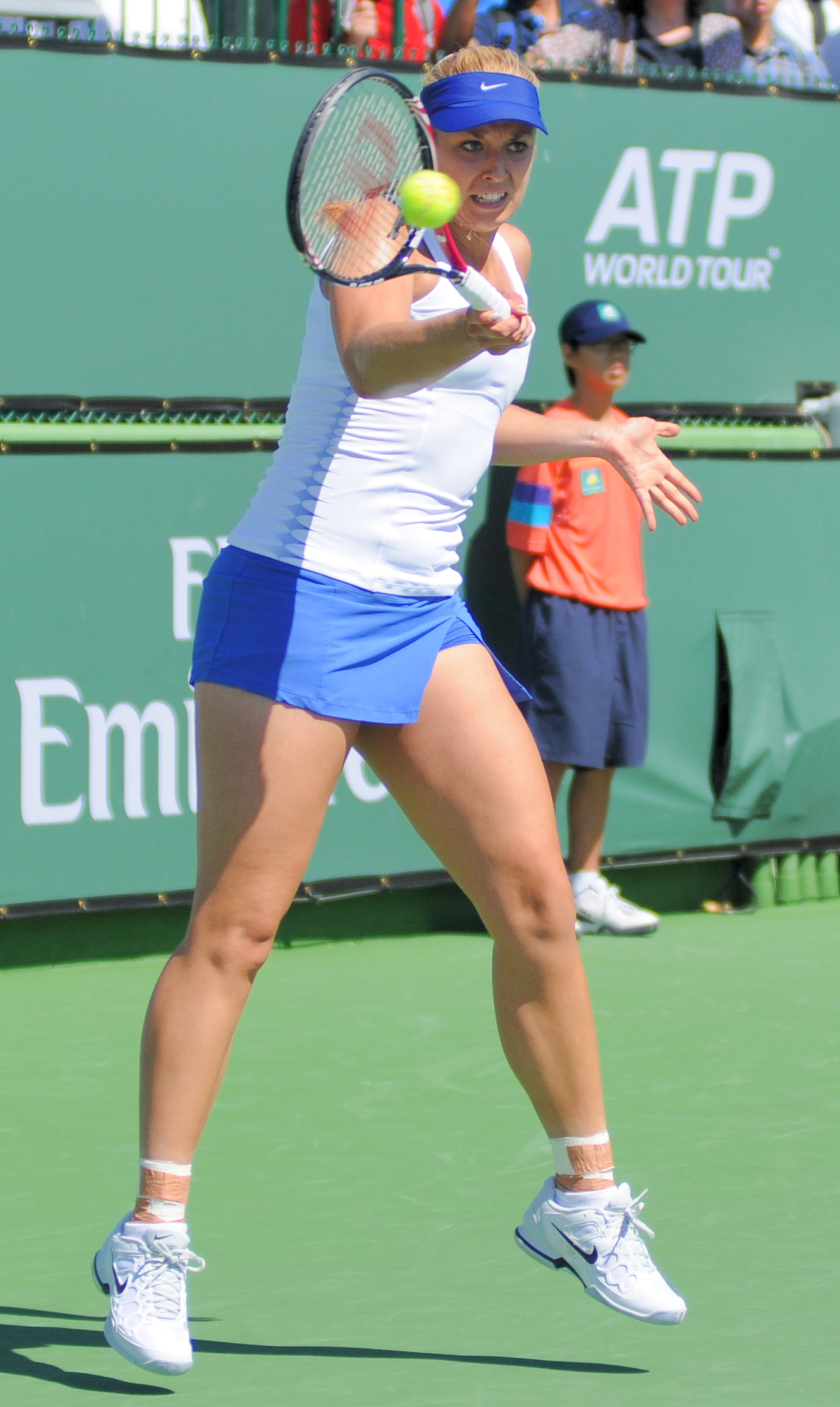
Лісіцкі на BNP Paribas Open 2012

На Qatar Ladies Open Сабіне розсіяли 9 номером. У першому колі вона програла співвітчизниці Ангелік Кербер, продовживши свою серію програшів, що розпочалася ще в Австралії. На Dubai Tennis Championships Лісіцкі виграла в Івети Бенешової, але в чвертьфіналі поступилася Агнешці Радванській. 
В Індіан-Веллсі Лісіцкі програла Лурдес Домінгес Ліно в другому колі в двох сетах. На Sony Ericsson Open вона спочатку перемогла Софію Арвідссон, а потім, у третьму колі, Пен Шуай, але програла Лі На в четвертому колі в трьох сетах. Family Circle Cup, як і два попердні турніри, Сабіне розпочала з другого кола. Вона спочатку виграла в Андреї Главачкової, потім у Ярослави Шведової, а в четвертому колі зустрілася з Сереною Вільямс. Програючи 1-4, Лісіцкі впала й травмувала ногу, що змусило її припинити боротьбу.  
Через травму Сабіне відмовилася грати у плей-офі Кубка Федерації проти Австралії, а також знялася з Porsche Tennis Grand Prix та Mutua Madrid Open. Вона повернулася на Internazionali BNL d'Italia, але програла в першому колі Марині Еракович. Поступилася вона й у першому колі Internationaux de Strasbourg, цього разу Палін Пермантьє. Серія програшів продовжилася й на Відкритому чемпіонаті Франції, де її перемогла Бетані Маттек-Сендс.

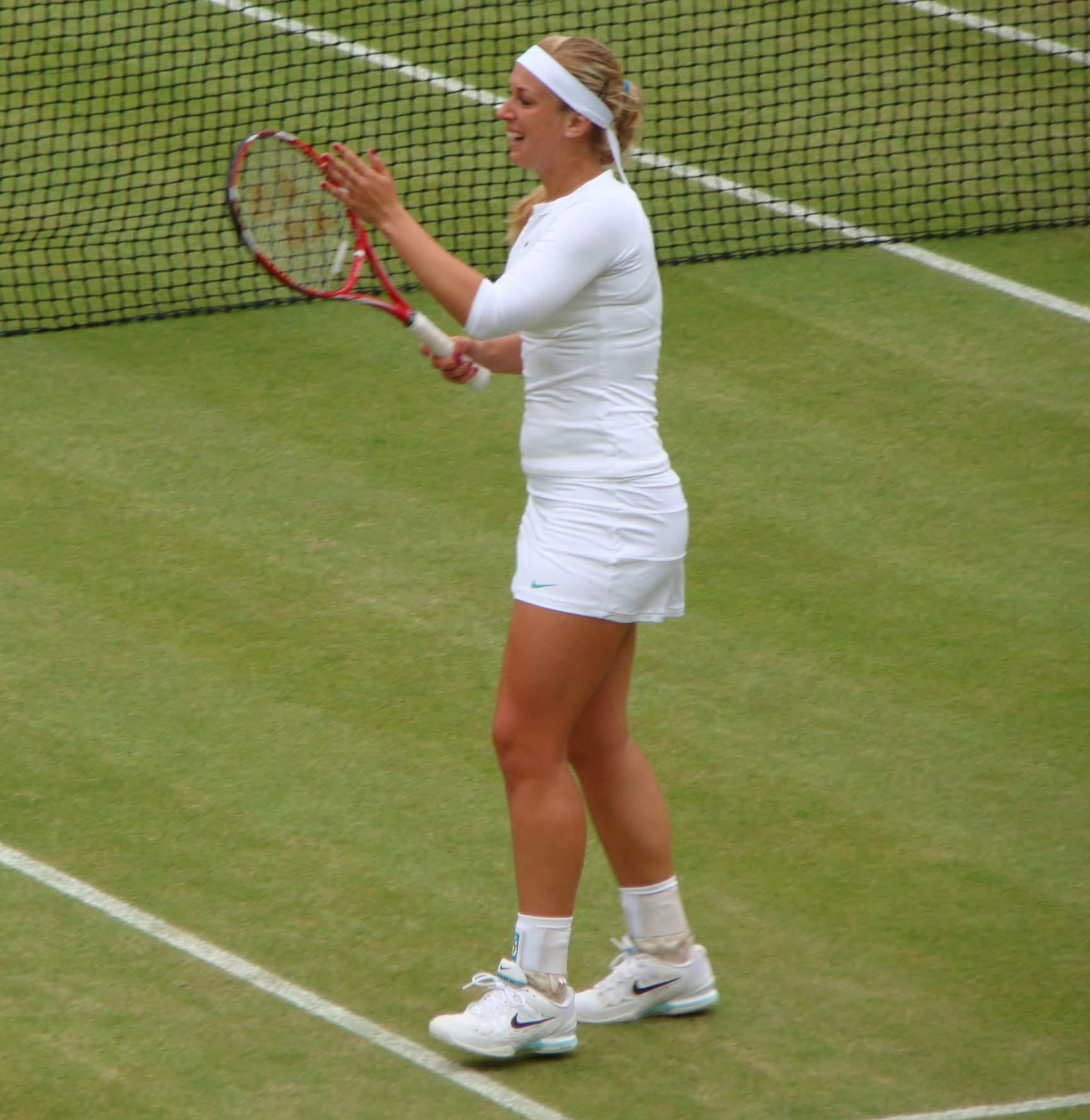
На Вімблдоні 2012 Лісіцкі вибила переможницю Ролан Гаросу Марію Шарапову

Трав'яний сезон Лісіцкі розпочала з захисту свого титулу на Aegon Classic. Вона одразу потрапила до другого кола як сіяний гравець, але там програла Уршулі Радванській. Перед Вімблдоном програшна серія Сабіне продовжилася до 5 матчів. На Вімблдоні вона спочатку перемогла Петру Мартич, потім Бояну Йовановські, а в третьому колі Слоун Стівенс. У четвертому колі вона вибила з турніру Марію Шарапову, якій минулого року програла в півфіналі. У чвертьфіналі Сабіне грала з Ангелік Кербер і поступилася в трьох сетах.  

## Фінали турнірів WTA

### Одиночний розряд: 9 (4 титули, 5 поразок)
| Легенда                                |
| -------------------------------------- |
| Турніри Великого шолома (0–1)          |
| Tier I / Premier M & Premier 5 (0–0)   |
| Tier II / Premier (1–0)                |
| Tier III, IV & V / International (3–4) |

| Фінали за покриттям |
| ------------------- |
| Тверде (2–4)        |
| Трава (1–1)         |
| Ґрунт (1–0)         |
| Килим (0–0)         |

| Результат | В-П | Дата     | Турнір                                  | Категорія     | Покриття   | Опонент           | Рахунок            |
| --------- | --- | -------- | --------------------------------------- | ------------- | ---------- | ----------------- | ------------------ |
| Поразка   | 0–1 | Жов 2008 | Tashkent Open, Узбекистан               | Tier IV       | Тверде     | Сорана Кирстя     | 6–2, 4–6, 6–7(4–7) |
| Перемога  | 1–1 | Кві 2009 | Charleston Open, США                    | Premier       | Ґрунт      | Каролін Возняцкі  | 6–2, 6–4           |
| Поразка   | 1–2 | Жов 2009 | BGL Luxembourg Open, Люксембург         | International | Тверде (i) | Тімеа Бачинскі    | 2–6, 5–7           |
| Перемога  | 2–2 | Чер 2011 | Birmingham Classic, Велика Британія     | International | Трава      | Даніела Гантухова | 6–3, 6–2           |
| Перемога  | 3–2 | Сер 2011 | Texas Tennis Open, США                  | International | Тверде     | Араван Резаї      | 6–2, 6–1           |
| Поразка   | 3–3 | Лют 2013 | Pattaya Women's Open, Таїланд           | International | Тверде     | Марія Кириленко   | 7–5, 1–6, 6–7(1–7) |
| Поразка   | 3–4 | Лют 2013 | U.S. National Indoor Championships, США | International | Тверде (i) | Марина Еракович   | 1–6, ret.          |
| Поразка   | 3–5 | Лип 2013 | Вімблдонський турнір, Велика Британія   | Grand Slam    | Трава      | Маріон Бартолі    | 1–6, 4–6           |
| Перемога  | 4–5 | Вер 2014 | Hong Kong Tennis Open, КНР SAR          | International | Тверде     | Кароліна Плішкова | 7–5, 6–3           |

### Парний розряд: 5 (4 титули, 1 поразка)
| Легенда                       |
| ----------------------------- |
| Турніри Великого шолома (0–1) |
| Premier M & Premier 5 (1–0)   |
| Premier (3–0)                 |
| International (0–0)           |

| Фінали за покриттям |
| ------------------- |
| Тверде (2–0)        |
| Трава (0–1)         |
| Ґрунт (2–0)         |
| Килим (0–0)         |

| Результат | В-П | Дата     | Турнір                                  | Категорія  | Покриття  | Партнер        | Опоненти                          | Рахунок          |
| --------- | --- | -------- | --------------------------------------- | ---------- | --------- | -------------- | --------------------------------- | ---------------- |
| Перемога  | 1–0 | Кві 2011 | Porsche Tennis Grand Prix, Німеччина    | Premier    | Ґрунт (i) | Саманта Стосур | Ясмін Вер Крістіна Барруа         | 6–1, 7–6(7–5)    |
| Поразка   | 1–1 | Лип 2011 | Вімблдонський турнір, Велика Британія   | Grand Slam | Трава     | Саманта Стосур | Квета Пешке Катарина Среботнік    | 3–6, 1–6         |
| Перемога  | 2–1 | Кві 2013 | Stuttgart Open, Німеччина (2)           | Premier    | Ґрунт (i) | Мона Бартель   | Бетані Маттек-Сендс Саня Мірза    | 6–4, 7–5         |
| Перемога  | 3–1 | Бер 2014 | Відкритий чемпіонат Маямі з тенісу, США | Premier M  | Тверде    | Мартіна Хінгіс | Катерина Макарова Олена Весніна   | 4–6, 6–4, [10–5] |
| Перемога  | 4–1 | Січ 2015 | Brisbane International, Австралія       | Premier    | Тверде    | Мартіна Хінгіс | Каролін Гарсія Катарина Среботнік | 6–2, 7–5         |

## Виноски
1. ↑  Deutsche Nationalbibliothek Record #1205694773 // Gemeinsame Normdatei — 2012—2016.
2. 1 2  Olympedia — 2006.
3. ↑  Chase, Chris. "After blowing 5–2 lead in final set, Lisicki taken off on stretcher". sports.yahoo.com, May 25, 2011. Retrieved May 25, 2011.
4. ↑  W&S Women's Open, Cincinnati. Архів оригіналу за 13 липня 2013. Процитовано 16 серпня 2011.
5. ↑  "Petra Kvitova named WTA player of year". espn.go.com. 14 November 2011. Retrieved 4 December 2011.
6. ↑  Australian Women Open. Yahoo! Eurosport. Архів оригіналу за 13 липня 2013. Процитовано 21 січня 2012.
7. ↑  Wimbledon 2012. 4 липня 2012.